# Cyphoedma mirafloressa
Cyphoedma mirafloressa är en fjärilsart som beskrevs av Paul Dognin 1892. Cyphoedma mirafloressa ingår i släktet Cyphoedma och familjen mätare. Inga underarter finns listade i Catalogue of Life.